# Зам'яни
Зам'яни  (рос. Замьяны) — село у Єнотаєвському районі Астраханської області Російської Федерації.
Населення становить 1494 особи (2010). Входить до складу муніципального утворення Зам'янська сільрада.

## Історія
Населений пункт розташований на території українського етнічного та культурного краю Жовтий Клин. Від 1925 року належить до Єнотаєвського району.
Згідно із законом від 6 серпня 2004 року органом місцевого самоврядування є Зам'янська сільрада.

## Населення
| 2002 | 2010  |
| ---- | ----- |
| 1562 | ↘1494 |